# Ми завжди жили в замку (роман)
«Ми завжди жили в замку» (англ. We Have Always Lived in the Castle) — детективний роман американської письменниці Ширлі Джексон 1962 року. Це була остання робота Джексон, опублікована з присвятою видавцеві Паскалю Ковічі за три роки до смерті авторки 1965 року. Роман написаний від імені 18-річної Мері Кетрін «Мерікиці» Блеквуд, яка живе у маєтку зі сестрою, у якої агорафобія, та хворим дядьком. За шість років до подій роману родина Блеквуд пережила трагедію, яка залишила трьох членів сім'ї, що вижили, ізольованими від їхнього маленького села.
Роман вперше вийшов у твердій палітурці в Північній Америці у видавництві Viking Press, а з того часу вийшов у м’якій обкладинці, а також як аудіокнига та електронна книга. Його називають шедевром Джексон. Перша екранізація роману з'явилася 2018 року за сценарієм Марка Крюґера та режисурою Стейсі Пассон.

## Сюжет
Мері Кетрін «Мерікиця» Блеквуд живе зі старшою сестрою Констанцією та їхнім хворим дядьком Джуліаном у великому будинку на просторій ділянці, ізольовано від сусіднього села. Констанція не виходить з дому вже шість років, буваючи лише у великому саду. Дядько Джуліан, який користується інвалідним візком, одержимо пише та переписує нотатки для своїх мемуарів, поки Констанція піклується про нього.
Шість років тому батьки Констанції та Мерікиці, Джон та Еллен, тітка Дороті та молодший брат Томас, померли від отруєння миш'яком, який підсипали в цукорницю сім'ї та посипали на ожину під час вечері. Джуліан також був отруєний, але вижив. Мерікиці у той час не було за столом, оскільки її покарали, відправивши спати без вечері. Констанцію, єдину людину за столом, яка не посипала свої ягоди цукром, заарештували та звинуватили у вбивстві, але згодом виправдали. Мешканці села вважають, що Констанція уникла покарання за вбивство, що призвело до остракізму родини.
Троє членів родини Блеквуд, що залишилися, з того часу звикли до своєї ізоляції та живуть тихим і щасливим життям. Мерікиця — єдиний контакт родини із зовнішнім світом. Вона двічі на тиждень ходить до села і приносить додому продукти та книжки з бібліотеки. Під час цих візитів вона безпосередньо стикається з ворожістю селян, а діти часто глузують з неї звинувачувальним віршиком про отруєний цукор. Мерікиця захищає сестру та практикує симпатичну магію, яка, на її думку, підтримує кордони навколо будинку.
Мерікиця відчуває, що наближаються небезпечні зміни, але перш ніж вона встигає попередити Констанцію, їхній кузен Чарльз, з яким вони давно не спілкуються, приїздить у гості і його радо приймають у домі. Чарльз швидко починає встановлювати близькі стосунки з Констанцією і завойовує її довіру. Чарльз знає про ворожість Мерікиці й стає дедалі грубішим з нею та нетерплячим до вад Джуліана. Він часто згадує про гроші, які сестри зберігають у батьківському сейфі, і поступово укладає щось на кшталт союзу з Констанцією, заохочуючи її покинути дім. Мерікиця сприймає Чарльза як загрозу та намагається використовувати різні магічні та інші деструктивні методи, щоб вигнати його з дому. Дядько Джуліан відчуває дедалі більшу огиду до Чарльза і підозрює, що Чарльз приїхав туди заради статків Блеквудів.
Одного вечора перед вечерею, коли Констанція відправляє Мерікицю нагору помити руки, Мерікиця у пориві гніву кидає люльку Чарльза у сміттєвий кошик, наповнений газетами. Невдовзі це спричиняє величезну пожежу, яка охоплює будинок родини. Прибувають селяни та допомагають загасити пожежу, але потім нарешті вивільняють давно придушену ворожість до Блеквудів, розгромивши та пограбувавши будинок. Після погроз селян, вигнані на вулицю, Мерркиця і Констанція тікають у ліс, Джуліан помирає від очевидної серцевої недостатності під час пожежі, а Чарльз намагається врятувати сім'ю. Тієї ночі Мерікиця і Констанція ховаються під деревом, яке Мерікиця перетворила на сховище. Наступного дня Констанція зізнається, що завжди знала, що саме Мерікиця отруїла родину. Мерікиця охоче зізнається у скоєному, кажучи, що вона поклала отруту в цукорницю, бо знала, що Констанція не візьме цукор.
Повернувшись до зруйнованого будинку, Констанція і Мерікиця рятують залишки своїх речей, зачиняють кімнати, які занадто пошкоджені, щоб використовувати їх, і починають своє життя заново на тому невеликому просторі, що їм залишився. Будинок, тепер без даху, нагадує замок «з вежами, відкритий до неба». Констанція і Мерікиця проводять більшу частину часу, спостерігаючи за зовнішнім світом крізь вічка, приховані ліанами, що ростуть, покриваючи будинок. Селяни, відчуваючи докори сумління за свої вчинки, починають залишати їжу на порозі будинку, одночасно складаючи історії про будинок, схожі на фольклор. Чарльз у супроводі журналіста одного разу повертається, щоб спробувати відновити стосунки з Констанцією, але вона його ігнорує. Сестри вирішили залишитися на самоті та непомітними для решти світу.

## Дійові особи
Мері Кетрін «Мерікиця» Блеквуд
18-річна Мерікиця — наймолодша з родини Блеквуд, серед тих, хто вижили після отруєння, і головна оповідачка роману. Коли їй було 12, її батьки, тітка та молодший брат померли від отруєння за вечерею. Мерікиця — єдина з сім'ї Блеквудів, хто наважується ходити до села, щоб забрати бібліотечні книжки та купити продукти. Коли вона виконує ці доручення, її часто переслідують селяни. Мерікиця практикує симпатичну магію, вона закопує реліквії та прибиває предмети до дерев, щоб захистити свою родину від небезпеки. У неї особливий зв’язок із домашнім котом Йоною. Мерікиця не довіряє Чарльзу та підозрює його у змові з метою крадіжки у родини та використанні селян для нападу на них. Під час сутички з Констанцією, ховаючись від селян, Мерікиця зізнається в отруєнні цукорниці, так виявляється, що це вона справжня вбивця.
Констанція Блеквуд
28-річна сестра Мерікиці, у якої агорафобія, вона не виходить далі великого саду Блеквудів з моменту загибелі її родини. Констанцію заарештували за вбивство, хоча пізніше її виправдали. Однак місцеві жителі досі звинувачують її в цьому. Констанція — єдина з сім'ї, хто готує та прибирає, а також піклується про дядька Джуліана. Хоча Чарльз і завойовує її довіру, вона зрештою бачить у ньому жадібну та егоїстичну людину, якою він і є.
Джуліан Блеквуд
Дядько Мерікиці і Констанції — брат їхнього покійного батька Джона. Джуліан був отруєний миш'яком разом зі своєю родиною, але вижив і тепер користується інвалідним візком. Внаслідок цього інциденту він втратив дружину Дороті. Джуліан, якого інші персонажі описують як «ексцентричного», одержимо пише про отруєння знову і знову у своїх мемуарах, але часто плутається щодо свого оточення й того, що він пам'ятає. Констанція, його старша племінниця, доглядає за ним, і ніхто з них не покидав сімейного маєтку вже шість років.
Чарльз Блеквуд
Двоюрідний брат Мерікиці й Констанції та племінник Джуліана, він є сином Артура, брата Джона та Джуліана. Після смерті батька Чарльз приїжджає до маєтку Блеквудів з візитом, але Мерікиця і Джуліан ставлять його наміри під сумнів, оскільки жодна з них йому не довіряє. Джуліан підозрює, що Чарльз хоче вкрасти статки родини. Чарльз починає будувати близькі стосунки з Констанцією і користується її наївністю.

## Теми
Тема переслідування людей, які демонструють «іншість» або стають чужинцями в маленьких містечках Нової Англії, з боку недалеких сільських жителів, є головною темою роману «Ми завжди жили в замку» та повторюється у творчості Джексон. У її романах «Привиди будинку на пагорбі» та, меншою мірою, «Сонячний годинник» ця тема також є центральною для психології оповідання. У всіх цих творах головні герої живуть у будинку, що стоїть окремо на багатьох акрах землі та повністю фізично, соціально та ідеологічно відокремлений від основних мешканців містечка. У вступі до видання Penguin Classics 2006 року Джонатан Летем зазначив, що місто, яке постійно згадується, «досить добре впізнається як Норт-Беннінгтон, штат Вермонт», де Джексон та її чоловік, професор Беннінгтонського університету Стенлі Едгар Гайман, зіткнулися з сильним «рефлексивним антисемітизмом та антиінтелектуалізмом».
Уся робота Джексон створює атмосферу дивності та контакту з тим, що Летем називає «безмежною близькістю з повсякденним злом...» і тим, як ця близькість впливає «на село, сім'ю, на власне "я"». Тільки у романі «Ми завжди жили в замку» також відбувається глибоке дослідження кохання та відданості, попри наскрізне відчуття тривоги та викривленість характерів, що пронизує всю оповідь. Повна відсутність осуду Констанцією своєї сестри та її злочину сприймається як абсолютно нормальна та нічим не примітна, і упродовж усієї історії зрозуміло, що Мерікиця любить свою сестру та глибоко піклується про неї.
Біографка Джексон, Джуді Оппенгеймер, описала роман як «гімн агорафобії», причому власна агорафобія та нервові стани авторки значною мірою вплинули на його психологію. Джексон відкрито зізналася, що дві молоді жінки в оповіданні були вільно художньо переосмисленими образами її власних дочок, а Оппенгеймер зазначила, що Мерікиця і Констанція були «інь та ян внутрішнього «я» самої Ширлі». Написаний оманливо простою мовою абсолютно ненадійною оповідачкою, роман натякає на те, що дві героїні можуть вирішити жити вічно в трьох кімнатах свого будинку, оскільки вони надають перевагу товариству одна одної, а не будь-кому сторонньому. Летем називає це повернення до їхнього дочарльзівського стазису «тріумфом» Мерікиці.

## Критичне прийняття
Журнал Time назвав роман «Ми завжди жили в замку» одним із «десяти найкращих романів» 1962 року.
У березні 2002 року журнал Book назвав Мері Кетрін Блеквуд сімдесят першим «найкращим персонажем художньої літератури з 1900 року». На Goodreads роман посідає 4 місце у списку «Найпопулярніші книжки, що вийшли 1962 року», за який проголосували користувачі вебсайту.
Перший абзац роману «Ми завжди жили в замку» назвали «найкращим першим абзацом» будь-якого роману. Мову описують як «нав’язливу», настільки, що стає «неможливо не продовжувати читати».

## Екранізації
1966 року Г'ю Вілер створив театральну постановку за романом, у головних ролях зіграли Гізер Мензіс, Ширлі Найт та Алан Вебб. Прем'єра п'єси відбулася в театрі Етель Беррімор на Бродвеї 19 жовтня, а вже після 11 показів вона завершилася 26 жовтня. 2010 рок Адам Бок і Тодд Алмонд поставили музичну версію в театрі Yale Repertory Theatre у Нью-Гейвені, штат Коннектикут, яка йшла з 23 вересня по 9 жовтня.
У серпні 2009 року продюсерська компанія Майкла Дугласа Further Films отримала право екранізації роману за сценарієм, написаним Марком Крюгером, за підтримки сина Джексон, Лоуренса Гаймана. Знімання стрічки від Further Films та Albyn Media відбувалося з серпня по вересень 2016 року в Бреї та Дубліні, Ірландія. Режисеркою фільму є Стейсі Пассон, у ньому знялися Таїсса Фарміга в ролі Мерікиці, Александра Даддаріо в ролі Констанції, Кріспін Гловер у ролі дядька Джуліана та Себастьян Стен у ролі Чарльза. Прем'єра фільму відбулася на кінофестивалі в Лос-Анджелесі 22 вересня 2018 року, а 17 травня 2019 року його випустила в прокат компанія Brainstorm Media.

## Переклад українською
2021 року у видавництві «Жорж» вийшов український переклад роману. Перекладачка — Наталія Гоїн.

## Зовнішні посилання
- Ми завжди жили в замку в Internet Speculative Fiction Database (англ.)
- Ми завжди жили в замку (роман) на сайті Internet Broadway Database (англ.)